# Mablethorpe
Mablethorpe – miasto portowe w Wielkiej Brytanii, w Anglii, w hrabstwie Lincolnshire. W 2001 r. miasto to zamieszkiwało 11 700 osób. Mablethorpe jest wspomniana w Domesday Book (1086) jako Malbertorp/Mal(te)torp.